# Словени муслимани
Словени муслимани су етно-религијске групе Словена који исповедају ислам као традиционалну религију. Словени су се први пут сусрели са исламским народима током раног средњег века. Источни Словени трговали су са њима дуж Волге и Каспијског мора, а затим су се ближе упознали са исламским животом и начином живота кад се суседна држава Поволшка Бугарска исламизовала. Погранични турски народи су заробили Словене и продали их у ропство по целом Средоземљу. Пошто су научили језик и савладали локалну религију, неки словенски робови су се ослободили или побегли, придруживши се редовима плаћеника, авантуриста, па чак и владара емирата - таифа муслиманске Шпаније (Кордоба калифат, Емират Денија). Муслимани су ове муслиманске Словене расуте по свету звали сакалиби.

## Јужни Словени
Сличне контакте са Арапима имали су и Јужни Словени који су се населили у Византијском царству. У 15. веку, муслиманско Османско царство заменило је Византијско царство.
Под утицајем Турака, велике групе Словена, пре свега богумила, које је раније прогонила Грчка православна црква, прешле су на ислам на релативно миран начин. Неки део аристократске елите јужних Словена прешао је на ислам, настојећи да сачува своје привилегије. Словенску децу одводили су у ропство и правили јањичаре. Бугари су се исламизовали у родопској области најближој Истанбулу. Истовремено, од 15. до 18. века, Срби су примали ислам у Санџаку, Босни и другим местима. Делимично су Словени, посебно племство, постали муслимани због чињенице да су Турци мањим порезима опорезивали муслиманско становништво.  
Део јужних Словена је у одређеном периоду своје историје прешао на ислам, али је истовремено задржао словенски идентитет и словенски језик као матерњи језик. Тако је њихова религија – ислам – главни фактор самоопредељења, иако нису сви муслимански Словени веома религиозни. Многи воде потпуно секуларни начин живота. Под муслиманским Словенима се по правилу подразумевају релативно бројне групе народа настале као последица исламизације појединих територијалних група већих сродних словенских хришћанских народа.

## Јужни Словени који су прешли на ислам:
- Помаци – Бугари који су прешли на ислам
- Торбеши – Македонци који су прешли на ислам
- Горанци, Средчани, Подгорци, Рафчани – становници јужног дела Метохије који су прешли на ислам, пореклом – Срби или Македонци који су прешли на ислам.
- Бошњаци (Муслимани Босанци) - Словени Босне који су прешли на ислам
- Муслимани (потурчени) - Црногорци који су прешли на ислам, укључујући и племе Мркојевића
- Срби муслимани